# 香美町
香美町（かみちょう）は、兵庫県の北部にある町。美方郡に属する。但馬県民局管轄地域。

## 地理
日本海に面している自然豊かな町。
町全域が山陰海岸ジオパークに属する他、町内に山陰海岸国立公園、氷ノ山後山那岐山国定公園の一部を有する。小代区に源を発し、香住区で日本海に注ぐ矢田川が流れる。兵庫県で一番広い町である。
| 香住の気候               | 香住の気候     | 香住の気候    | 香住の気候    | 香住の気候    | 香住の気候    | 香住の気候   | 香住の気候    | 香住の気候    | 香住の気候    | 香住の気候    | 香住の気候    | 香住の気候     | 香住の気候       |
| 月                       | 1月            | 2月           | 3月           | 4月           | 5月           | 6月          | 7月           | 8月           | 9月           | 10月          | 11月          | 12月           | 年               |
| ------------------------ | -------------- | ------------- | ------------- | ------------- | ------------- | ------------ | ------------- | ------------- | ------------- | ------------- | ------------- | -------------- | ---------------- |
| 最高気温記録 °C （°F）   | 19.5 (67.1)    | 21.5 (70.7)   | 27.1 (80.8)   | 32.6 (90.7)   | 32.3 (90.1)   | 36.1 (97)    | 37.1 (98.8)   | 38.0 (100.4)  | 36.4 (97.5)   | 31.6 (88.9)   | 26.3 (79.3)   | 24.2 (75.6)    | 38.0 (100.4)     |
| 平均最高気温 °C （°F）   | 7.8 (46)       | 8.4 (47.1)    | 11.7 (53.1)   | 17.1 (62.8)   | 21.9 (71.4)   | 24.6 (76.3)  | 28.8 (83.8)   | 30.3 (86.5)   | 26.3 (79.3)   | 21.3 (70.3)   | 16.1 (61)     | 10.7 (51.3)    | 18.8 (65.8)      |
| 日平均気温 °C （°F）     | 4.5 (40.1)     | 4.7 (40.5)    | 7.5 (45.5)    | 12.5 (54.5)   | 17.2 (63)     | 20.9 (69.6)  | 25.1 (77.2)   | 26.2 (79.2)   | 22.4 (72.3)   | 17.1 (62.8)   | 11.9 (53.4)   | 7.0 (44.6)     | 14.7 (58.5)      |
| 平均最低気温 °C （°F）   | 1.7 (35.1)     | 1.5 (34.7)    | 3.5 (38.3)    | 8.0 (46.4)    | 12.9 (55.2)   | 17.5 (63.5)  | 22.1 (71.8)   | 23.0 (73.4)   | 19.2 (66.6)   | 13.6 (56.5)   | 8.5 (47.3)    | 3.9 (39)       | 11.3 (52.3)      |
| 最低気温記録 °C （°F）   | −6.0 (21.2)    | −6.4 (20.5)   | −4.4 (24.1)   | −0.1 (31.8)   | 4.7 (40.5)    | 9.2 (48.6)   | 14.3 (57.7)   | 16.2 (61.2)   | 10.1 (50.2)   | 3.5 (38.3)    | 0.9 (33.6)    | −4.4 (24.1)    | −6.4 (20.5)      |
| 降水量 mm （inch）       | 260.4 (10.252) | 163.7 (6.445) | 154.2 (6.071) | 104.5 (4.114) | 112.0 (4.409) | 145.3 (5.72) | 183.8 (7.236) | 153.1 (6.028) | 251.4 (9.898) | 172.3 (6.783) | 204.4 (8.047) | 295.7 (11.642) | 2,213.5 (87.146) |
| 降雪量 cm （inch）       | 87 (34.3)      | 63 (24.8)     | 11 (4.3)      | 0 (0)         | 0 (0)         | 0 (0)        | 0 (0)         | 0 (0)         | 0 (0)         | 0 (0)         | 0 (0)         | 37 (14.6)      | 202 (79.5)       |
| 平均降水日数 （≥1.0 mm） | 22.6           | 17.0          | 15.3          | 11.4          | 10.5          | 10.8         | 12.2          | 9.7           | 12.8          | 12.3          | 16.3          | 21.1           | 172.3            |
| 平均月間日照時間         | 56.9           | 74.3          | 132.6         | 183.7         | 204.0         | 151.1        | 160.9         | 202.8         | 138.8         | 134.0         | 97.2          | 68.5           | 1,603.9          |
| 出典：気象庁             |                |               |               |               |               |              |               |               |               |               |               |                |                  |

### 隣接している自治体
- 兵庫県
  - 豊岡市 - 平成22年国勢調査によれば、豊岡市への通勤率は12.0%である。
  - 養父市
  - 美方郡新温泉町
- 鳥取県
  - 八頭郡若桜町

### 人口
平成22年国勢調査より前回調査からの人口増減をみると、8.13％減の19,697人であり、増減率は県下41市町中39位、49行政区域中47位。
| |                                        |  |
| 香美町と全国の年齢別人口分布（2005年） | 香美町の年齢・男女別人口分布（2005年） |  |
| ■紫色 ― 香美町 ■緑色 ― 日本全国 | ■青色 ― 男性 ■赤色 ― 女性              |  |
| 香美町（に相当する地域）の人口の推移 \| 1970年（昭和45年） \| 28,321人 \| \| \| 1975年（昭和50年） \| 27,571人 \| \| \| 1980年（昭和55年） \| 26,694人 \| \| \| 1985年（昭和60年） \| 25,964人 \| \| \| 1990年（平成2年） \| 25,136人 \| \| \| 1995年（平成7年） \| 24,298人 \| \| \| 2000年（平成12年） \| 23,271人 \| \| \| 2005年（平成17年） \| 21,439人 \| \| \| 2010年（平成22年） \| 19,696人 \| \| \| 2015年（平成27年） \| 18,070人 \| \| \| 2020年（令和2年） \| 16,064人 \| \| |                                        |  |
| 総務省統計局 国勢調査より |                                        |  |
| 1970年（昭和45年） | 28,321人                               |  |
| 1975年（昭和50年） | 27,571人                               |  |
| 1980年（昭和55年） | 26,694人                               |  |
| 1985年（昭和60年） | 25,964人                               |  |
| 1990年（平成2年） | 25,136人                               |  |
| 1995年（平成7年） | 24,298人                               |  |
| 2000年（平成12年） | 23,271人                               |  |
| 2005年（平成17年） | 21,439人                               |  |
| 2010年（平成22年） | 19,696人                               |  |
| 2015年（平成27年） | 18,070人                               |  |
| 2020年（令和2年） | 16,064人                               |  |

2014年（平成26年）5月8日に「日本創成会議・人口減少問題検討分科会」が発表した2040年人口推計結果で、20歳から39歳までの若年女性の減少率が2010年（平成22年）比で63.0%となり、「消滅可能性都市」の1つとされた。

#### 人口推移
緑色で示したものが、香美町の人口である（香美町発足以前は現在の町域の人口）。なお、人口は国勢調査による各年10月1日時点のものである。
| 1965年（昭和40年） | 31,096 |
| 2010年（平成22年） | 19,697 |

## 歴史
- 2005年（平成17年）4月1日 - 城崎郡香住町、美方郡美方町・村岡町の3町の合併により誕生。旧香住町役場を香美町役場庁舎とする。なおこれにより、城崎郡が消滅。
  - 町名は「香住町」の「香」と「美方町」「七美郡」「美含郡」などの「美」を合わせたもので、高知県の旧香美郡および合併後の香美市とは一切無関係。
- 2007年（平成19年）1月4日 - 香美町役場庁舎を移転。新庁舎での業務を開始[2]。
- 2021年（令和3年）2月22日 - 町役場内に「新型コロナワクチン接種対策室」が設置された[3]。
- 2023年（令和5年）8月15日 - 台風7号による豪雨で矢田川が氾濫。県道が冠水、30棟の住宅が浸水するなどの被害[4][5]。
- 2024年（令和6年）5月11日 - 5月上旬の太陽フレアの発生に伴うオーロラが町内で撮影される[6]。本州で観測されたオーロラの中で最も西側とみられている。

## 行政
町長
- 初代町長 藤原久嗣（2005年5月15日 - 2009年5月14日）
- 二代町長 長瀬幸夫（2009年5月15日 - 2014年5月14日）
- 三代町長 浜上勇人（2014年5月15日 - 現在）

町議会
- 定数 16

地域自治区
- 地域自治区として小代区（旧美方町域）、村岡区（旧村岡町域）、香住区（旧香住町域）が設けられている。

市外局番について
- 香美町の市外局番は0796だが、香住区（市内局番が2～5で始まる、豊岡市と同じ区域）と他の2区（市内局番が8・9で始まる、新温泉町と同じ区域）相互の通話は県内市外通話（隣接地域）となるため、市外局番が必要。

### 衆議院
- 任期：2021年（令和3年）10月31日 - 2025年（令和7年）10月30日（「第49回衆議院議員総選挙」参照）

| 選挙区 | 議員名 | 党派名     | 当選回数 | 備考   |
| --- | ------ | ---------- | -------- | ------ |
| 兵庫県第5区（香美町、豊岡市、川西市（旧東谷村域）、三田市、丹波篠山市、養父市、丹波市、朝来市、猪名川町、新温泉町） | 谷公一 | 自由民主党 | 7        | 選挙区 |

## 公共施設

### 公立医療機関
- 公立香住病院（香住区若松）
- 公立村岡病院（村岡区村岡） - 公立八鹿病院組合
- 兎塚診療所・香美町兎塚歯科保健センター（村岡区福岡）
- 小代診療所・小代診療所（歯科）（小代区城山）
- 川会診療所・香美町川会歯科保健センター（村岡区入江）
- 佐津診療所（香住区無南垣）
- 原診療所（村岡区原）

## 警察
美方警察署（所在は新温泉町） - 旧・浜坂、香住警察署
- 香住警部派出所（香住区香住）
- 村岡警部派出所（村岡区村岡）
- 香住駅前交番（香住区七日市）
- 柴山駐在所（香住区上計）
- 佐津駐在所（香住区無南垣）
- 奥佐津駐在所（香住区上岡）

- 長井駐在所（香住区小原）
- 余部駐在所（香住区余部）
- 川会駐在所（村岡区入江）
- 福岡駐在所（村岡区福岡）
- 小代駐在所（小代区忠宮）

## 産業
町内の香住漁港と柴山漁港で水揚げされる松葉ガニ（ズワイガニ）の量の合計は全国で1位である。また小代区は但馬牛のふるさとであり、小代区および村岡区では、隣接する新温泉町とともに、但馬牛の閉鎖育種がおこなわれている。
- 産業別就業別人口（平成12年国勢調査）
  - 第1次産業：1,844人（16％）
  - 第2次産業：3,847人（32％）
  - 第3次産業：6,139人（52％）

### 金融
指定金融機関:但馬銀行

### 立地企業
- 株式会社アイム
- 石井建材株式会社
- 香住鶴株式会社
- デサントアパレル株式会社（村岡工場）
- 株式会社トキワ
- 株式会社西村工務店
- 社会福祉法人みかたこぶしの里
- 美方ファーム株式会社
- 三井金属パーライト事業部美方採石所
- 株式会社村岡歯車製作所
- 株式会社ヤマニ水産

- 神戸新聞社香住支局
- 朝日新聞社香住支局
- 毎日新聞社香住通信部
- 産経新聞社香住通信部

## 姉妹都市・提携都市
国内
- 大阪府門真市

1975年（昭和50年）3月28日 - 旧村岡町と姉妹都市提携
2005年（平成17年）7月30日 - 香美町と姉妹都市提携宣言
2023年（令和5年）11月28日 - 災害時における相互応援協定を締結
- 兵庫県尼崎市 - 旧美方町との友好交流都市提携を継承
- 大阪府吹田市

2008年（平成20年）11月12日 - フレンドシップ協定及び相互応援協定に調印

## 教育

### 小学校・中学校
通学区域の指定は町公式HPによる
| 小学校             | 中学校                 | 小学校             | 中学校             |
| ------------------ | ---------------------- | ------------------ | ------------------ |
| 香美町立香住小学校 | 香美町立香住第一中学校 | 香美町立村岡小学校 | 香美町立村岡中学校 |
| 香美町立柴山小学校 | 香美町立香住第一中学校 | 香美町立兎塚小学校 | 香美町立村岡中学校 |
| 香美町立長井小学校 | 香美町立香住第一中学校 | 香美町立射添小学校 | 香美町立村岡中学校 |
| 香美町立余部小学校 | 香美町立香住第一中学校 | 香美町立小代小学校 | 香美町立小代中学校 |

### 高等学校
普通科一般入試において、両校は進学連携校方式の対象となる。
- 兵庫県立香住高等学校（普通科・漁業科・水産食品科・海洋科学科）
- 兵庫県立村岡高等学校（普通科地域アウトドアスポーツ類型）

### 特別支援学校
- 兵庫県立出石特別支援学校みかた校 - 射添小に隣接。

### 廃止された学校
兵庫県小学校の廃校一覧#美方郡・兵庫県中学校の廃校一覧#美方郡・兵庫県高等学校の廃校一覧#美方郡を参照。

## 交通

### 鉄道
中心となる駅：香住駅
西日本旅客鉄道（JR西日本）
- 山陰本線：佐津駅 - 柴山駅 - 香住駅 - 鎧駅 - 餘部駅　町内全て無人駅である。

村岡区・小代区とは、養父市にある八鹿駅と全但バスの便で結ばれている。

### バス
- 全但バス
- 香美町町民バス

### 道路
国道
- 国道9号
- 国道178号
  - 香住道路（自動車専用道路）
  - 余部道路（自動車専用道路）
- 国道482号

主要地方道
- 兵庫県道4号香住村岡線
- 兵庫県道11号香美久美浜線

- 兵庫県道87号関宮小代線
- 兵庫県道89号村岡小代線

一般県道
- 兵庫県道135号村岡竹野線
- 兵庫県道163号柴山停車場線
- 兵庫県道164号香住港線
- 兵庫県道166号鎧停車場線
- 兵庫県道256号三川下岡線
- 兵庫県道257号山田新温泉線
- 兵庫県道258号山田日高線
- 兵庫県道259号耀山日高線

- 兵庫県道265号丸味竹田線
- 兵庫県道266号川会入江線
- 兵庫県道267号日影養父線
- 兵庫県道269号福岡出合線
- 兵庫県道408号霧滝村岡線
- 兵庫県道531号茅野福岡線
- 兵庫県道550号熊谷味取線

## 名所・旧跡・観光スポット・祭事・催事・施設
自然豊かな場所にあり、スキー場・海水浴場・温泉などが多くある。

### 自然景勝地
氷ノ山後山那岐山国定公園エリア
- 小代渓谷
- 久須部渓谷
  - 吉滝（裏見の滝）
- 猿尾滝（日本の滝100選）
- 新屋八反滝
- 瀞川渓谷 - 日本の秘境100選
- 瀞川平 - 兵庫県観光百選第一位
  - 但馬高原植物園 - 和池の大カツラ
  - 兵庫県立木の殿堂

山陰海岸国立公園エリア

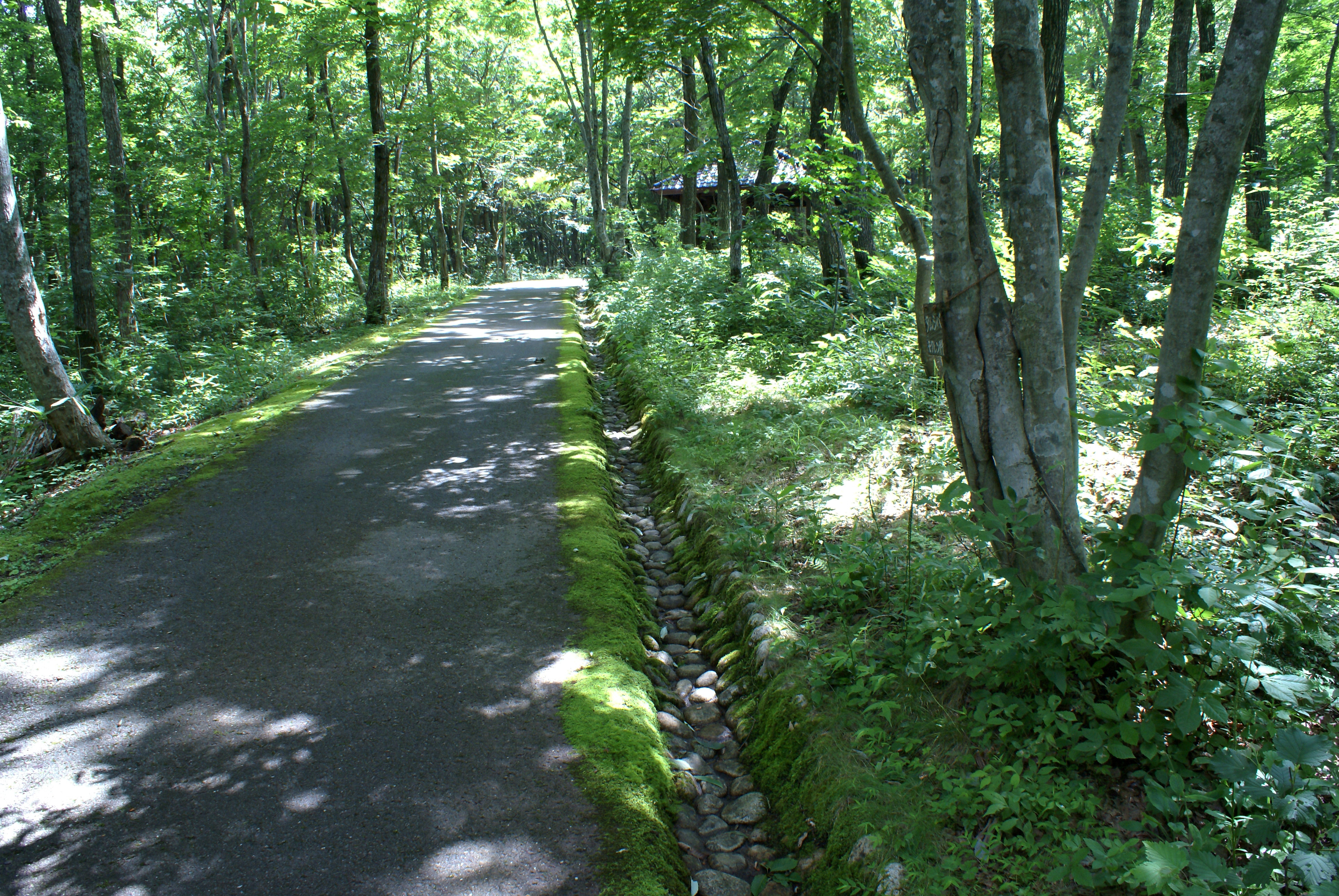
但馬高原植物園

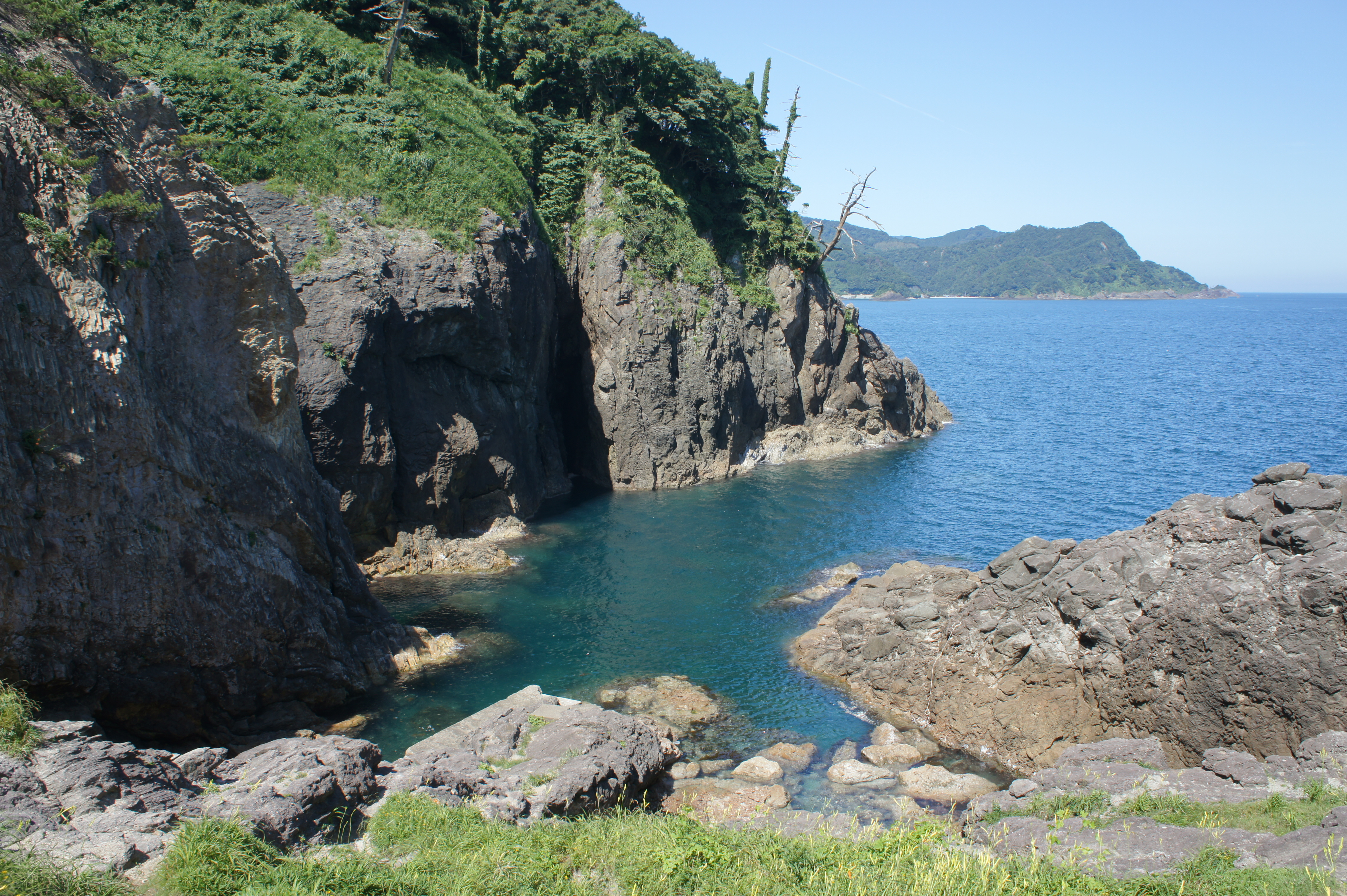
香住海岸

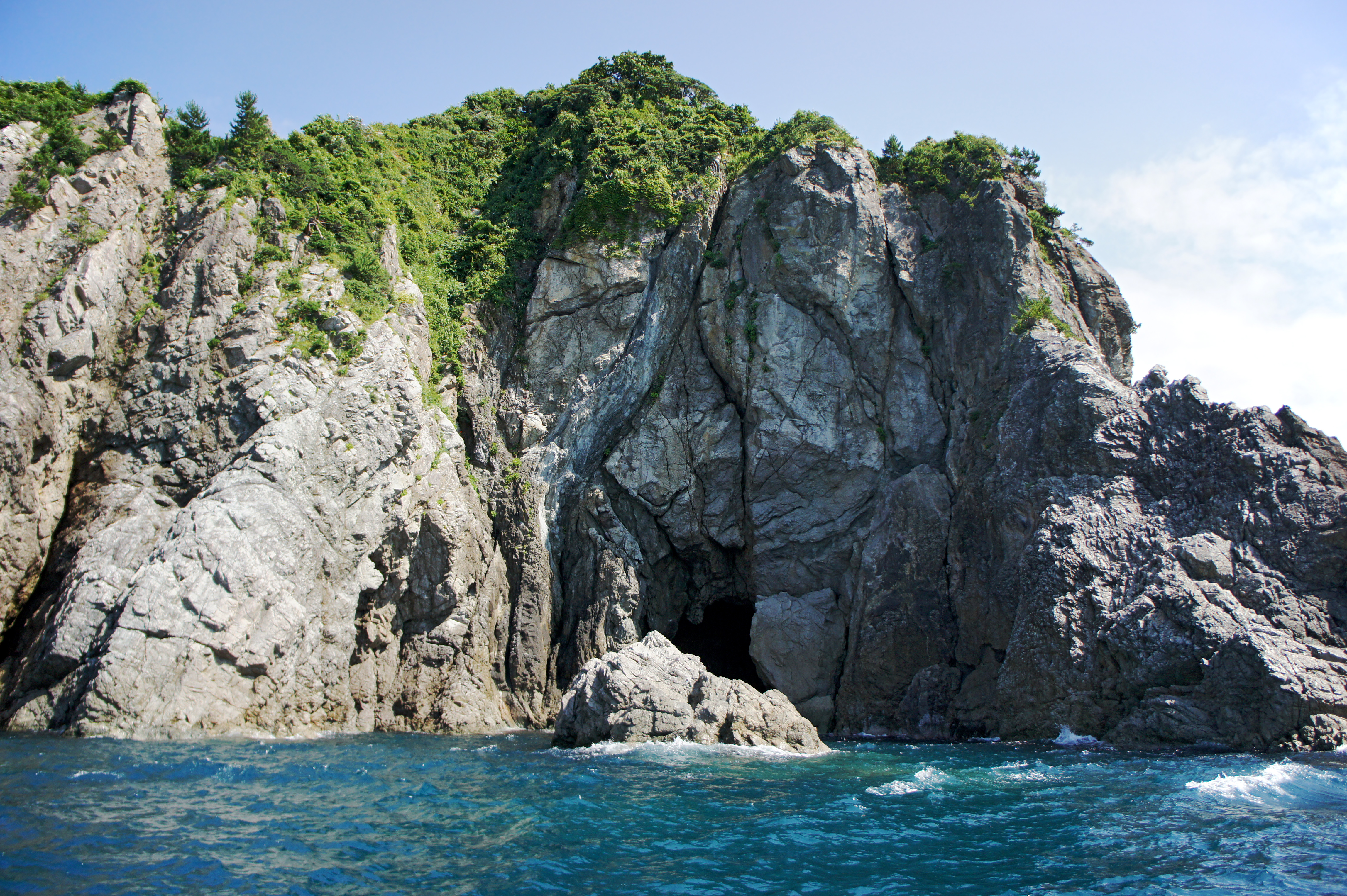
但馬御火浦

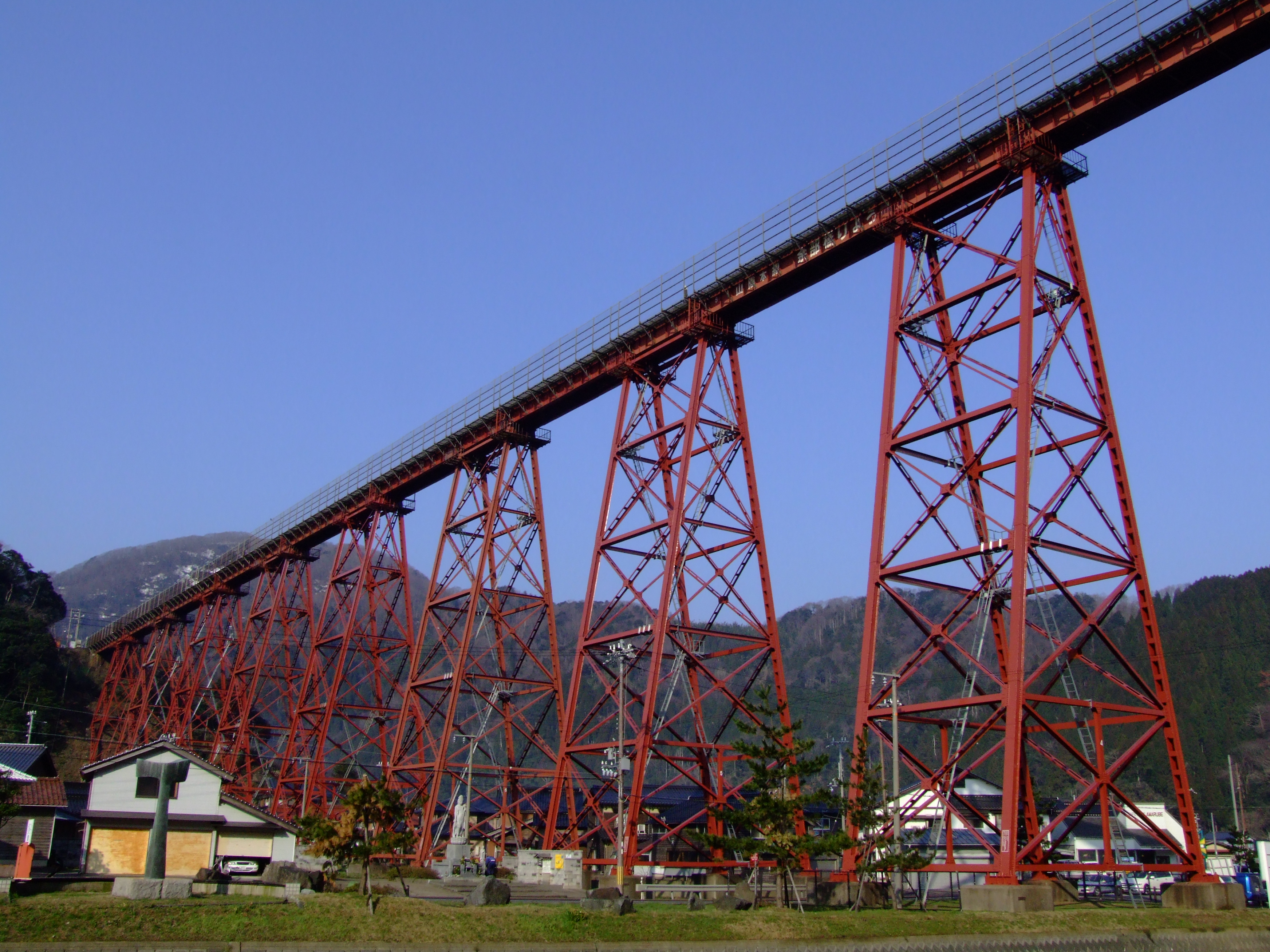
余部橋梁

- 香住海岸 - 国の名勝。鎧ノ袖（国の天然記念物）や兄弟赤島、松ケ崎百層崖などがあるリアス式海岸。
  - 今子浦
  - 大引きの鼻
  - 岡見公園 　
  - 鎧の袖 - 国の天然記念物
- 但馬御火浦 - 国の名勝及び天然記念物。伊笹崎から新温泉町の岸田川河口までの海岸一帯
  - 釣鐘洞門 - 世界最大級の洞門、天然記念物但馬御火浦の一部

### 名所・旧跡

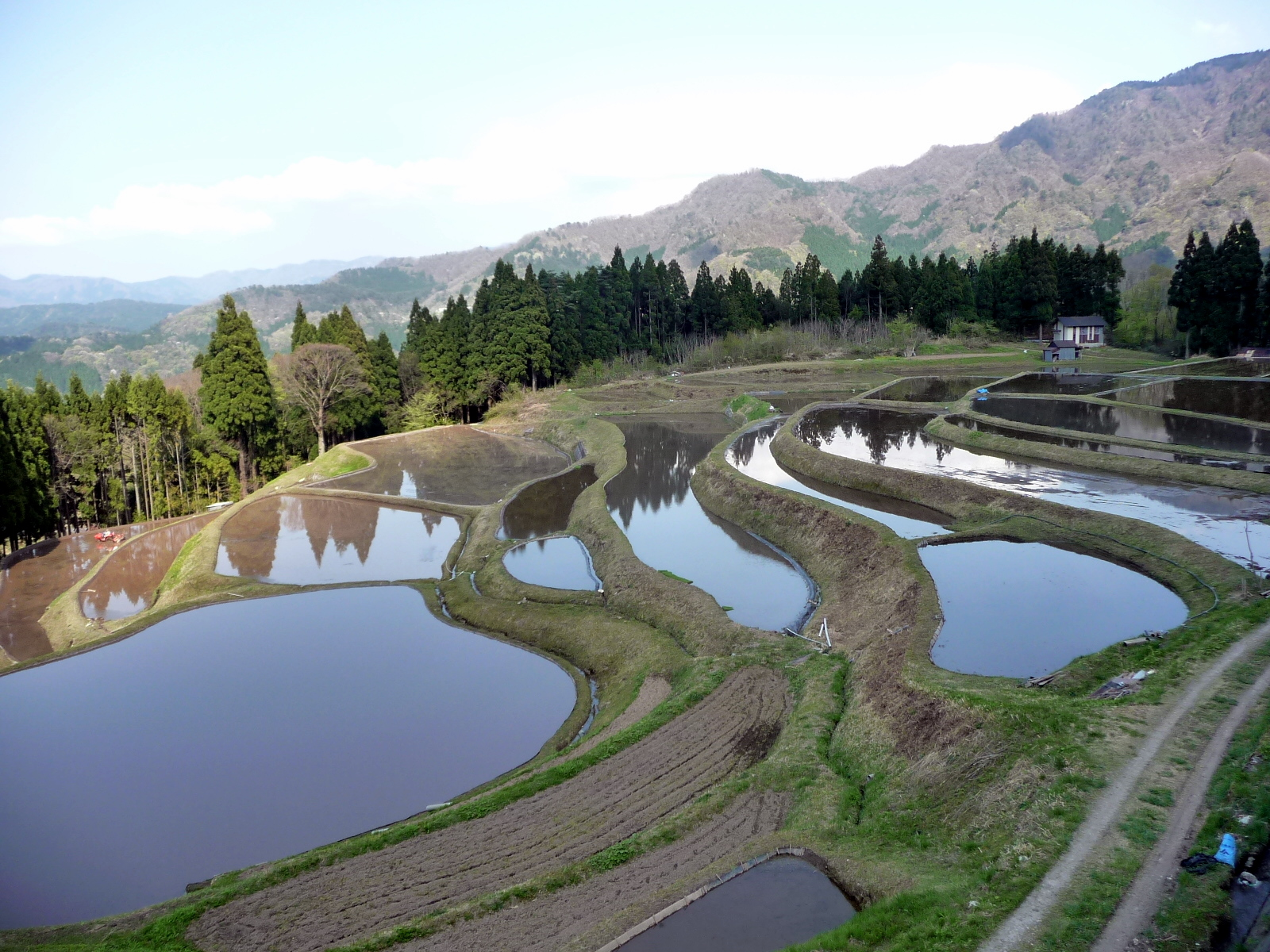
うへ山の棚田

- 余部橋梁 - 東洋一と謳われたトレッスル橋であったが、2010年8月に新しいエクストラドーズド橋に切り替えられた。
- 余部埼灯台（御崎灯台） - 日本一高いところにある灯台
- うへ山の棚田（日本の棚田百選）
- 小城四十八滝 - 但馬山岳県立自然公園
- 香住漁港周辺（2005年に放送されたTVアニメ『AIR』のモデル）
- 香美町立ジオパークと海の文化館 - 山陰海岸ジオパークおよび海の文化に関する博物館、交流施設
- 黒野神社
- 全国しゃくなげ公園
- 大乗寺 - 円山応挙一門の障壁画がある。別名：応挙寺。
- 長楽寺 - 但馬大仏
- 兵庫県立兎和野高原野外教育センター
- 法雲寺・山名史料館山名蔵
- 村岡陣屋跡 - 御殿山公園
- 村岡民俗資料館まほろば - 旧七美郡役所、1894年（明治27年）築の西洋館
- 黒田如水伝承の地 - 村岡地区

### レジャースポット
- 香住温泉郷
  - 香住温泉
  - 矢田川温泉
  - 佐津温泉
  - 柴山温泉
  - 余部温泉
- ふれあい温泉 おじろん
- 村岡温泉
- ハチ北温泉
- ハチ北スキー場
- スカイバレイスキー場
- おじろスキー場
- ミカタスノーパーク
- 香住浜海水浴場
- 吉滝キャンプ場・コテージ村
- 奥但馬 美方高原コテージ村
- 小代古代体験の森
- 余部鉄橋「空の駅」
- 道の駅あまるべ
- 道の駅あゆの里矢田川
- 道の駅ハチ北
- 道の駅村岡ファームガーデン
- 香美町小代物産館

### 祭事・催事
- 香住ふるさとまつり
- みかた残酷マラソン全国大会
- 兵庫県雪合戦大会
- 香美町 山の祭典 但馬牛食まつり
- 但馬牛ゆったりウォーク
- 西日本モーグルスキー大会
- 村岡ふる里祭り
- ハチ北アルペンスキー大会
- ハチ北スキーフェスティバル
- ふる里美方冬祭り
- ハチ北モーグル競技会
- ザゼンソウ祭り
- 全国石楠花公園まつり
- 三川権現大祭
- 小代渓谷まつり
- 瀞川稲荷の春まつり
- ハチ北高原夏山開き
- 初夏！ジオパーク・香住イカまつり
- 海開き行事
- 射添矢田川まつり
- ふるさと小代夏祭り
- かえる島絵馬祈願
- 万燈の火祭り
- 佐津川七夕まつり
- 真夏の雪合戦大会
- 射添地区盆踊り・芸踊り大会
- 八幡山芸術祭
- 香美町商工まつり
- 香住ガニまつり
- 村岡ダブルフルウルトラランニング
- 秋の大祭・三番叟
- 秋の矢田川紅葉まつり
- かすみ香りの花フェスタ
- 香住松葉がにまつり
- 百手の儀式

### その他
- ロッジかどま（2009年3月に閉館）
- やすらぎの森 遊ぷる
- 香住区中央公民館
- 香住老人福祉センター
- 小代高齢者生活支援センター「いこいの里」
- 香住文化会館
- 香美町立香住天文台
- 香住B&G海洋センター
- 今子浦グラウンド
- しおかぜ香苑
- おじろドーム

## 特産品
漁業や但馬牛飼育、棚田での稲作などが盛んに行われており、食材が豊富である。
- 鮮魚・水産加工品
- 香住ガニ（香住漁港で水揚げされたベニズワイガニ） - 県下で漁をしているのは唯一香住のみ。
- 但馬牛
- 梨
- 地酒（香住鶴・杜氏） - ふるさと企業大賞（総務大臣賞）受賞
- なめこ
- 乾しいたけ
- グリーンアスパラガス
- スッポン料理
- チョウザメとその魚醤「蝶のしずく」
- フレッシュキャビア
- 美方大納言小豆
- 米地味噌
- 活イカ
- 鮎
- うへ山米・武勇田米・長寿米・添水唐臼小代米
- 村岡米 - 第12回米・食味分析鑑定コンクール国際大会 金賞受賞
- 山菜
- マムスポニン

## 出身者
- 久保井一匡 - 元日本弁護士連合会会長
- 毛戸勝元 - 法学博士・弁護士
- 田尻松蔵 - 現在の黒毛和牛の大半の基となる但馬牛の田尻号を育てた。
- 長谷部真道 - 高野山真言宗の管長。
- 福本清三 - 俳優
- 前田周助 - 但馬牛改良
- 街田しおん - 女優
- 丸山修三 - 歌人
- 山田六郎 - 実業家、「大阪名物くいだおれ」創業者（旧・香住町）

## 香美町が舞台/関連した作品
- 餘部鉄橋物語
- 続・事故の鉄道史
- 周助が走る ―但馬の牛の物語―

## 香美町で撮影された作品
- 夢千代日記
- ふたりっ子
- 終のすみか

## 備考
- 「日本で最も美しい村」連合 - 香美町小代区が加盟
- 平成の名水百選 - かつらの千年水
- ヘリテージング百選 - 餘部鉄橋
- 日本百景 - 兎和野高原
- 日本百名橋 - 餘部橋梁
- 日本の棚田百選 - うへ山の棚田/西ヶ岡の棚田
- 日本の滝百選 - 猿尾滝
- 日本の秘境百選 - 瀞川渓谷
- 兵庫県観光百選第1位 - 瀞川平
- 日本の合成地名一覧